# Ростовский, Семён Васильевич Звяга
Князь  Семён Васильевич Ростовский по прозванию Звяга (ум. 1565) — воевода и боярин во времена правления Ивана IV Васильевича Грозного.
Из княжеского рода Ростовские. Единственный сын князя Василия Александровича Ростовского, внук боярина и воеводы князя Александра Владимировича Ростовского. Носил прозвище «Звяга», что означало собачий или лисий лай, нелепые речи.

## Биография
В июне 1543 года служил первым воеводой в Галиче Костромском, «за городом». В июле 1547 года — 3-й воевода во Владимире. В декабре 1548 года, во время царского похода из Владимира в Нижний Новгород князь С. В. Ростовский был назначен первым воеводой Сторожевого полка вместо воеводы Ивана Петровича Фёдорова.
Известен, как сторонник удельного князя Владимира Андреевича Старицкого и противник родственников царя — Захарьиных, но не смотря на это в 1552 году пожалован в бояре. В марте 1553 года во время тяжелой болезни царя Ивана Васильевича Грозного обострился вопрос о престолонаследии. Сам больной царь потребовал от своих вельмож, чтобы они принесли присягу его малолетнему сыну Дмитрию. Но большинство бояр и князей поддержали кандидатуру удельного князя Владимира Андреевича Старицкого, двоюродного брата Ивана Грозного. Среди активных сторонников Владимира Старицкого был и князь Семён Васильевич Ростовский.
В августе 1553 года в Москву прибыл литовский посол, воевода полоцкий Станислав Довойна. Боярин князь С. В. Ростовский в тайной беседе с ним заявил, что из-за тяжелой войны Русское государство « оскудело» и не может удержать завоеванные земли: «Казани царю и великому князю не здержати, ужжо её покинет». Через С. Довойну боярин Семён Ростовский известил короля польского и великого князя литовского Сигизмунда II Августа о своём желании перейти к нему на службу. В 1554 году князь С. В. Ростовский отправил в Литву сначала слугу Бакшея, а затем своего сына Никиту. Но на русско-литовской границе Никита Ростовский был схвачен. Заговор был раскрыт, боярин С. В. Ростовский арестован. На суде он вначале отрицал наличие заговора и заявлял, что «хотел бежати от убожества и малаумьства, понеже скудота у него была разума». Но в конце концов боярин был вынужден сознаться и назвать имена своих сообщников: «с ним ехати хотели такие же палоумы Ростовские князь Лобановы и Приимковы и иные клятвопреступникы». На суде князь Семён Васильевич Ростовский дал показания, что бояре не желали признать авторитет регентского совета, назначенного в 1553 году больным царем Иваном Грозным. Перезывая бояр на службу удельному князю Владимиру Андреевичу Старицкому, Семён Ростовский и другие его сторонники говорили: «только нам служити царевичю Дмитрею, ино нам владети Захарьиным и чем нами владети Захарьиными, ино лутчи служити князю Владимиру…».
На боярском суде главными сообщникам князя С. В. Ростовского были признаны княжие холопы: «в думе у него злой и в приказе были два его человека, Бакшей да Семейка: теми и с послы ссылался; а те того, сказывают не ведали, толко бежать хотели». По официальной версии князья Катыревы-Ростовские, Лобановы-Ростовские, Приимковы-Ростовские и другие не названные по имени клятвопреступники не знали об измене князя Семёна Ростовского, а только «бежать хотели».
Суд приговорил князя Семёна Васильевича Ростовского к смертной казни. Осужденный князь был выведен для казни на площадь «на позор», но приговор был отменен. По ходатайству митрополита Макария и духовенства казнь была заменена ссылкой и был отправлен в заключение на Белоозеро. Позднее князь Семён Васильевич Ростовский был помилован и возвращен на службу.
В 1565 году, перед опричниной он годовал вторым воеводой в Нижнем Новгороде под начальством своего двоюродного брата и первого воеводы, князя Ивана Юрьевича Хохолкова. В марте 1565 года князь И. Ю. Хохолков был отправлен из Нижнего Новгорода в ссылку в Чебоксары. По царскому указу князь С. В. Ростовский был арестован, а его сорок слуг брошены в тюрьму. Опричники повезли князя в Москву, но по дороге убили, тело спустили под лед, а отрубленную голову доставили в мешке царю. Иван Грозный погрозил пальцем мертвой голове и будто был произнес: «О голова, голова, достаточно и с избытком пролила ты крови, пока была жива».

## Критика
В поколенной росписи князей Ростовских, поданных в Палату родословных дел в 1682 году, указано, что он был в опале и боярство у него было отнято (очевидно, что в 1554 году), за попытку бежать в Литву. В родословной книге М. Г. Спиридова показано, что князь Семён Васильевич, годовал в 1565—1566 годах воеводой в Нижнем Новгороде, а «выбыл» только в 1567 году, что хронологически не соответствуют дате смерти от опричнины — 1565 год. В синодике опальных людей Ивана Грозного не упомянут.